# フェデリーコ1世 (サルッツォ侯)
フェデリーコ1世（イタリア語：Federico I, 1287年ごろ - 1336年6月29日）は、サルッツォ侯（在位：1330年 - 1336年）。

## 生涯
フェデリーコ1世は、サルッツォ侯マンフレード4世とシチリア王マンフレーディの娘ベアトリーチェ・ディ・ホーエンシュタウフェンの長男である。
フェデリーコは、異母弟で1323年に父マンフレード4世より長男のフェデリーコを差し置いて継承者に指名され、サルッツォ侯位を継承したマンフレード5世の強力な一派と対立した。内戦と父マンフレード4世の引退の後、1334年12月29日に父マンフレード4世が長男フェデリーコに対し忠誠を誓うよう家臣に命じたことで、フェデリーコは最終的に自らの地位を確立させることができた。しかし、フェデリーコは1336年6月29日に死去し、権力が安定していない中、息子トンマーゾ2世が侯位を継承することとなった。フェデリーコはサルッツォのドミニコ会教会に埋葬された。

## 結婚と子女
1303年にアンベール1世・ド・ヴィエノワとアンヌ・ド・ブルゴーニュの娘マルグリット・ド・ラ・トゥール・デュ・パンと結婚し、以下の子女をもうけた。
- トンマーゾ2世 - サルッツォ侯
- 娘 - ルッフィーア領主ピエトロ・カンビアーノと結婚

1333年6月21日にサン・ジョルジョ領主グリエルモの娘ジャコミーナ・ディ・ビアンドラーテと結婚した。
また、庶子にブロンデッロ領主ジョヴァンニがいる。